# Halopteris tuba
Halopteris tuba is een hydroïdpoliep uit de familie Halopterididae. De poliep komt uit het geslacht Halopteris. Halopteris tuba werd in 1876 voor het eerst wetenschappelijk beschreven door Kirchenpauer. 